# Договор от Бретини
Договорът от Бретини (на френски: Traité de Brétigny) е мирен договор, който поставя край на първия етап от Стогодишната война. Подписан е на 8 май 1360 г. в селото Бретини, близо до Шартър на запад от Париж. Счита се за голям успех на английския крал Едуард III, тъй като му носи значителни териториални придобивки, но в действителност никога не е изпълнен изцяло. Поради това девет години по-късно войната се възобновява.

## Пътят до мира
Мирният договор от Бретини е пряка последица от френското поражение при Поатие през 1356 г., когато крал Жан II е пленен от Едуард Черния принц, син на Едуард ІІІ. При спазване на кралското му достойнство Жан е отведен в Бордо, а след известно време – и в Лондон. Черният принц веднага се опитва да му наложи изгодни условия, при които да се сключи мир, но засега френският крал отказва – той не може да преговаря със собствените си васали. През 1358 и 1359 г. самият Едуард ІІІ води преговори с него и успва да го убеди да подпише двата Лондонски договора. В тях е определен откуп за пленника, какъвто никой не е виждал дотогава – 4 милиона екю. Жан обещава да отстъпи на Едуард една четвърт от кралството си – обширни земи на югозапад (нещо като голям вариант на Аквитания), Кале и района Понтиьо. С една дума той признава пълната си капитулация.
Проблемът е, че макар все още да е крал, той не може да представлява френския народ. В негово отсъствие властта като регент взема синът му Шарл (бъдещият Шарл V). Той се сблъсква с тежки вътрешни проблеми – избухват въстания (на Етиен Марсел в Париж, Жакерията в провинцията), наварският крал Шарл Злият крои планове да свали династията. С мъдрост и умереност Шарл превежда монархията през всички кризи. Ала когато се разчува какво е обещал баща му в Лондон, цялото му обкръжение единодушно се възпротивява. Един депутат в Генералните щати изразва най-добре всеобщото настроение: „С устата си можем да приемем тези искания, но в сърцата си никога няма да се съгласим“.
При това положение Едуард обявява, че ще продължи военните действия. Той стоварва 12 000 войници край Кале, получава подкрепа от нидерландските си съюзници и предприема разорителен поход от типа chevauchée. Разграбва Пикардия и Шампан, обсажда безуспешно Реймс. Настъпването на зимата изцяло обърква плановете му. Въпреки това той успява да изкопчи откуп от херцога на Бургундия, за да пощади земите му и се насочва към Париж. Скоро става ясно, че намеренията му да го атакува не са нищо повече от илюзия. Той се оттегля към Бретини, където показва готовност да преговаря – този път не с пленника си в Лондон, а с действителните управляващи на Франция. И въпреки това Жан ІІ притиска сина си за отстъпки, за да може час по-скоро да върне свободата си.

## Клаузи
По същество договорът от Бретини не е много различен от договореното по-рано в Лондон. Цяла югозападна Франция (Аквитания, Поату, Сентонж), но не и оспорваните Мен, Турен и Анжу минават под английска власт. При това те престават да бъдат васални на френския крал, а стават суверенни територии, свързани в лична уния с Англия. На север английската власт над Кале и Понтиьо е потвърдена, но Нормандия и Фландрия, които Едуард също е искал, остават във Франция. Сумата за откупа на краля е намалена на 3 млн. екю. Изтерзаната му държава трябва да я плати на пет транша по 600 000 екю. Това включва и 16 негови генерали и съветници, всички пленени при Поатие. Двама синове на краля – Луи д'Анжу и Жан дьо Бери – са изпратени като заложници в Лондон на негово място. За сметка на това Едуард ІІІ обещава официално да се откаже от претенциите си за френската корона.
През октомври двамата крале са превозени с кораб до Кале, където подписват нов договор. Той потвърждава на още едно ниво клаузите от Бретини. Има една малка разлика – Едуард заявява, че няма да се откаже веднага от правата си, а когато френските власти освободят всички обещани територии. Той изпълнява обещанието си и през ноември 1361 г. със специален документ обявява, че не се счита вече за френски крал.

## Съдбата на договора
Когато Жан ІІ се връща в Париж, взема цялата власт в ръцете си. Главната му цел е да осигурва плащането на траншовете за своя откуп. Със специален ордонанс Налага три извънредни данъка. Когато умира през април 1364 г., Шарл V поема нов курс в управлението. Армиите му избягват открити сражения с англичаните и минават към партизанска борба. След като през 1369 г. войната е подновена, те постигат недвусмислени успехи. Много скоро всички английски завоевания по мира в Бретини са изгубени.